# Trieste Trasporti
Trieste Trasporti est la régie des transports en commun de la province de Trieste, en Italie. Elle gère et exploite 63 lignes de bus et une ligne de tramway.

## Historique
Trieste Trasporti a été fondée en 2001.
En octobre 2015, Trieste Trasporti ajoute 33 nouveaux bus à sa flotte. En décembre 2016, la Trieste Trasporti lance un nouveau site web et une application mobile pour ses usagers.
En février 2018, la Trieste Trasporti est la cible de critiques sur les réseaux sociaux après que l'un de ses contrôleurs ait affiché un comportement ouvertement raciste avec une personne noire lors d'un contrôle. En août 2018, Trieste Trasporti lance ses premières billetteries automatiques (tickets et abonnements) dans les stations desservies par la société de transport. En décembre 2018, Trieste Trasporti annonce le renouvellement de sa flotte avec 33 nouveaux bus.

## Description
Trieste Trasporti est détenue à 40% par la filiale italienne du groupe ferroviaire Arriva.